# Шешонк II
Шешонк II — давньоєгипетський фараон з XXII (Лівійської) династії.

## Життєпис
Син фараона Осоркона I. Тривалий час вважалося, що Шешонк II був Верховним жерцем Амона в Фівах та головнокомандувачем південної армії, де оточив себе великою пишністю. Проте найімовірніше, що цим Шешонком був його зведений брат. Саме він і був намісником у Верхньому Єгипті.
В свою чергу Шешонк II за наполяганням батька Осоркона I прийняв царські титули. Володарював разом з батьком, який сподівався таким чином спокійно передати свою владу. Причиною тому були амбіції його інших синів, особливо Шешонка з Фів. Втім Шешонк II помер ще за життя Осоркона I.
Законним спадкоємцем Осоркона I став його інший син від головної дружини - Такелот I.